# Андре-Мари Ампер
Андре-Мари Ампер (фр. André-Marie Ampère; Лион, 20. јануар 1775 — Марсељ, 10. јун 1836) знаменити француски физичар, математичар и природњак, члан Париске академије наука (1814). Члан многих иностраних академија наука, почасни члан Петербуршке академије наука (1830). Оснивач електродинамике. Засновао теорију магнетизма у нераздвојивој вези са електрицитетом и проучио узајамно дејство електричних струја. По њему је добила назив јединица за мјерење јачине електричне струје. Џејмс Максвел назвао је Ампера „Њутоном електрицитета“.

## Биографија
Ампер је рођен у Лиону, гдје је стекао и образовање. Послије очеве смрти (погубљен на гиљотини 1793. године) Ампер је најприје био предавач у Политехничкој школи у Паризу, затим је држао катедру физике у Бургу, а од 1805. године – катедру математике у париској Политехничкој школи, гдје се опробао и на литерарном пољу, написавши дјело: «Разматрања о математичкој теорији игре» («Considerations sur la theorie mathematique du jeu»), Лион, 1802).
Године 1814. изабран је за члана Француске академија наука, а 1824. године постаје професор експерименталне физике на Колеж де Франсу. Умро је 10. јуна 1836. у Марсељу. Име му је уврштено у списак највећих научника Француске, који се налази у приземљу Ајфеловог торња. Андре-Маријев син, Жан-Жак Ампер (1800—1864), био је познати филолог.

## Научна дјелатност
Области у којима је Ампер обавио значајна истраживања су математика, механика и физика. Највећи истраживачки рад у физици обавио је у области електродинамике. Године 1820. установио је правило за одређивање правца дјејства магнетног поља електричног проводника на магнетну иглу, познато као Амперово правило; у бројним огледима испитивао је узајамно дјеловање магнета и електричне струје; за ову сврху изумио је низ инструмената; утврдио је да Земљино магнетно поље утиче на покретни проводник са електричном струјом. Исте године је открио узајамно дјејство двије електричне струје, срочио закон за ту појаву (Амперов закон), развио теорију магнетизма и предложио коришћење електромагнетних процеса за пренос сигнала.
Ампер је сматрао, да је узајамно дјеловање магнета посљедица узајамних дјеловања тзв. кружних молекулских струја унутар магнета које стварају магнетна поља као мали танки магнети, или магнетни листови. Ова изјава позната је као Амперова теорема. Према томе, велики магнет, састоји се из низа елементарних магнета. Ово је суштина дубоког убјеђења научника да магнетизам потиче од електричне струје и да је у тијесној вези са електрицитетом. Године 1822. Ампер је открио магнетно дјејство соленоида (струјног калема), одакле је проистекао закључак о истовјетности магнетног поља соленоида и магнетног поља сталног магнета. Тако се родила идеја да се створи јаче магнетно поље помоћу гвозденог језгра, смештеног унутар соленоида. Амперове идеје биле су изложене у радовима: „Збирка електродинамичких запажања“ (фр. «Recueil d’observations electrodynamiques», Париз, 1822), „Кратки курс теорије електродинамичких појава“ (фр. «Precis de la theorie des phenomenes electrodynamiques», Париз, 1824) и „Теорија електродинамичких појава“ (фр. «Theorie des phenomenes electrodynamiques»). Године 1826. доказана је теорема о циркулацији магнетног поља. Године 1829. Ампер је изумио комутатор и електромагнетни телеграф.
У механици му приписују формулацију појма „кинематика“. Године 1830. увео је у употребу научни појам „кибернетика“. Захваљујући свестраном таленту Ампер је оставио трага и у историји развоја хемије, која му додјељује једну од почасних страница и сматра га, заједно са Авогадром, аутором важног закона савремене хемије. У част научника јединица јачине електричне струје названа је „ампер“, а одговарајући мјерни инструмент – „амперметар“. Нека Амперова истраживања тичу се ботанике, а такође и филозофије, нарочито „Есеји о филозофији науке“' (фр. «Essais sur la philosophie des Sciences», 2 т., 1834-43; 2. издање, 1857).

## Рад на електромагнетизму
Септембра 1820, Амперов пријатељ, и касније аутор његовог хвалоспева, Франсоа Араго показао је члановима Француске академије наука изненађујуће откриће данског физичара Ханса Кристијана Ерстеда да се магнетна игла одбија од суседне електричне струје. Ампер је почео да развија математичку и физичку теорију да би разумео однос између електрицитета и магнетизма. Настављајући Ерстедов експериментални рад, Ампер је показао да две паралелне жице које носе електричне струје привлаче или одбијају једна другу, у зависности од тога да ли струје теку у истом или супротним смеровима - ово је поставило темеље електродинамике. Такође је применио математику у уопштавању физичких закона из ових експерименталних резултата. Најважнији од њих био је принцип који је добио назив Амперов закон, који каже да је узајамно дејство две дужине жице са струјом пропорционално њиховим дужинама и интензитетима њихових струја. Ампер је такође применио исти принцип на магнетизам, показујући хармонију између свог закона и закона о електричном деловању француског физичара Шарла Огустина де Кулона. Амперова посвећеност и вештина експерименталним техникама усидрила је његову науку унутар нових поља експерименталне физике.
Ампер је такође пружио физичко разумевање електромагнетног односа, теоретишући о постојању „електродинамичког молекула” (претече идеје о електрону) који је служио као компонентни елемент електрицитета и магнетизма. Користећи ово физичко објашњење електромагнетног кретања, Ампер је развио физички приказ електромагнетних феномена који је био и емпиријски доказан и математички предвидљив. Године 1827, Ампер је објавио свој магнум опус, Mémoire sur la théorie mathématique des phénomènes électrodynamiques uniquement déduite de l'experience (Мемоари о математичкој теорији електродинамичких феномена, јединствено изведено из искуства), рад у коме је сковано име његове нове науке, „електродинамика”, и постао је познат као њен темељни трактат.
Године 1827, Ампер је изабран за страног члана Краљевског друштва, а 1828. за страног члана Краљевске шведске академије наука. Вероватно је највеће признање стигло, као награда за његове математичке представе у његовој публикацији „Мемоари о математичкој теорији електродинамичких појава изведених искључиво из експеримента“, за коју је Ампер добио титулу „Њутна електрицитета“.

## Почасти
- Дан 8. октобар 1825: Члан Краљевске академије наука, књижевности и лепих уметности Белгије.[12]

### Наслеђе
Међународна конвенција, потписана на Међународном сајму електричне енергије 1881. године, установила је ампер као једну од стандардних јединица за електрично мерење, као признање за његов допринос стварању модерне електричне науке и заједно са кулоном, волтом, омом, ватом и фарадом, који су названи по Амперовим савременицима Шарл-Огистен де Кулон из Француске, Алесандро Волта из Италије, Георг Ом из Немачке, Џејмс Ват из Шкотске и Мајкл Фарадеј из Енглеске. Амперово име је једно од 72 имена исписана на Ајфеловом торњу.
Многе улице и тргови су названи по Амперу, као и школе, метро станица у Лиону, микроархитектура графичког процесора, планина на Месецу и електрични трајект у Норвешкој.

## Радови
- Considerations sur la théorie mathématique du jeu, Perisse, Lyon Paris 1802, online lesen im Internet-Archiv
- André-Marie Ampère (1822), Recueil d'observations électro-dynamiques : contenant divers mémoires, notices, extraits de lettres ou d'ouvrages périodiques sur les sciences, relatifs a l'action mutuelle de deux courans électriques, à celle qui existe entre un courant électrique et un aimant ou le globe terrestre, et à celle de deux aimans l'un sur l'autre (на језику: French), Chez Crochard, Приступљено 26. 9. 2010
- André-Marie Ampère; Babinet (Jacques, M.) (1822), Exposé des nouvelles découvertes sur l'électricité et le magnétisme (на језику: German), Chez Méquignon-Marvis, Приступљено 26. 9. 2010
- André-Marie Ampère (1824), Description d'un appareil électro-dynamique (на језику: French), Chez Crochard … et Bachelie, Приступљено 26. 9. 2010
- André-Marie Ampère (1826), Théorie des phénomènes électro-dynamiques, uniquement déduite de l'expérience (на језику: French), Méquignon-Marvis, Приступљено 26. 9. 2010
  - André-Marie Ampère (1883), Théorie mathématique des phénomènes électro-dynamiques: uniquement déduite de l'expérience (на језику: French) (2nd изд.), A. Hermann, Приступљено 26. 9. 2010
- André-Marie Ampère (1834), Essai sur la philosophie des sciences, ou, Exposition analytique d'une classification naturelle de toutes les connaissances humaines (на језику: German), Chez Bachelier, Приступљено 26. 9. 2010
  - André-Marie Ampère (1834), Essai sur la philosophie des sciences (на језику: German), Bd. 1, Chez Bachelier, Приступљено 26. 9. 2010
  - André-Marie Ampère (1843), Essai sur la philosophie des sciences (на језику: German), Bd. 2, Bachelier, Приступљено 26. 9. 2010
- Partial translation of some of Ampère's writing is in:
  - Magie, W.M. (1963). A Source Book in Physics. Harvard: Cambridge MA. pp. 446–460.
  - Dolling, Lisa M.; Gianelli, Arthur F.; Glenn N. Statile, ур. (2003). The Tests of Time: Readings in the Development of Physical Theory. Princeton: Princeton University Press. стр. 157—162. ISBN 978-0691090856..